# Dingras
Dingras là một đô thị hạng 3 ở tỉnh Ilocos Norte, Philippines. Theo điều tra dân số năm 2007, đô thị này có dân số 35.793 người trong 6.921 hộ.

## Các đơn vị hành chính
Dingras được chia ra 31 barangay.
| - Albano - Bacsil - Bagut - Parado (Bangay) - Baresbes - Barong - Bungcag - Cali - Capasan - Dancel - Foz | - Guerrero - Lanas - Lumbad - Madamba - Mandaloque - Medina - Ver (Naglayaan) - San Marcelino (Padong) - Puruganan - Peralta | - Root (Baldias) - Sagpatan - Saludares - San Esteban - Espiritu - Sulquiano (Sidiran) - San Francisco (Surrate) - Suyo - San Marcos - Elizabeth |